# Kościół św. Stanisława w Kolonii Polskiej
Kościół św. Stanisława w Kolonii Polskiej – rzymskokatolicki kościół parafialny w Kolonii Polskiej, w województwie podkarpackim.
Wybudowany w latach 1910–1914 wg projektu Czesława Domańskiego i Franciszka Michalskiego na planie prostokąta z węższym prezbiterium od
zachodu, przy którym zakrystia od południa, skarbczyk od północy i z wieżą „wtopioną” w fasadę wschodnią wyrastającą dwoma kondygnacjami ponad dach korpusu nawowego. Ołtarz główny wykonał Edward Toth a mensę kamienną w stylu romańskim sprowadzono z kaplicy Czartoryskich na Wawelu. Cztery obrazy do ołtarza głównego (Matki Bożej Różańcowej i św. Stanisława Biskupa – w centrum oraz św. Jana Ewangelisty i św. Kazimierza – po bokach) malował Jan Narcyz Korybut Daszkiewicz, uczeń Jana Matejki. Witraże w prezbiterium przywieziono z Hotelu – pałacu Lambert w Paryżu. W 1960 roku wybudowano dzwonnicę.

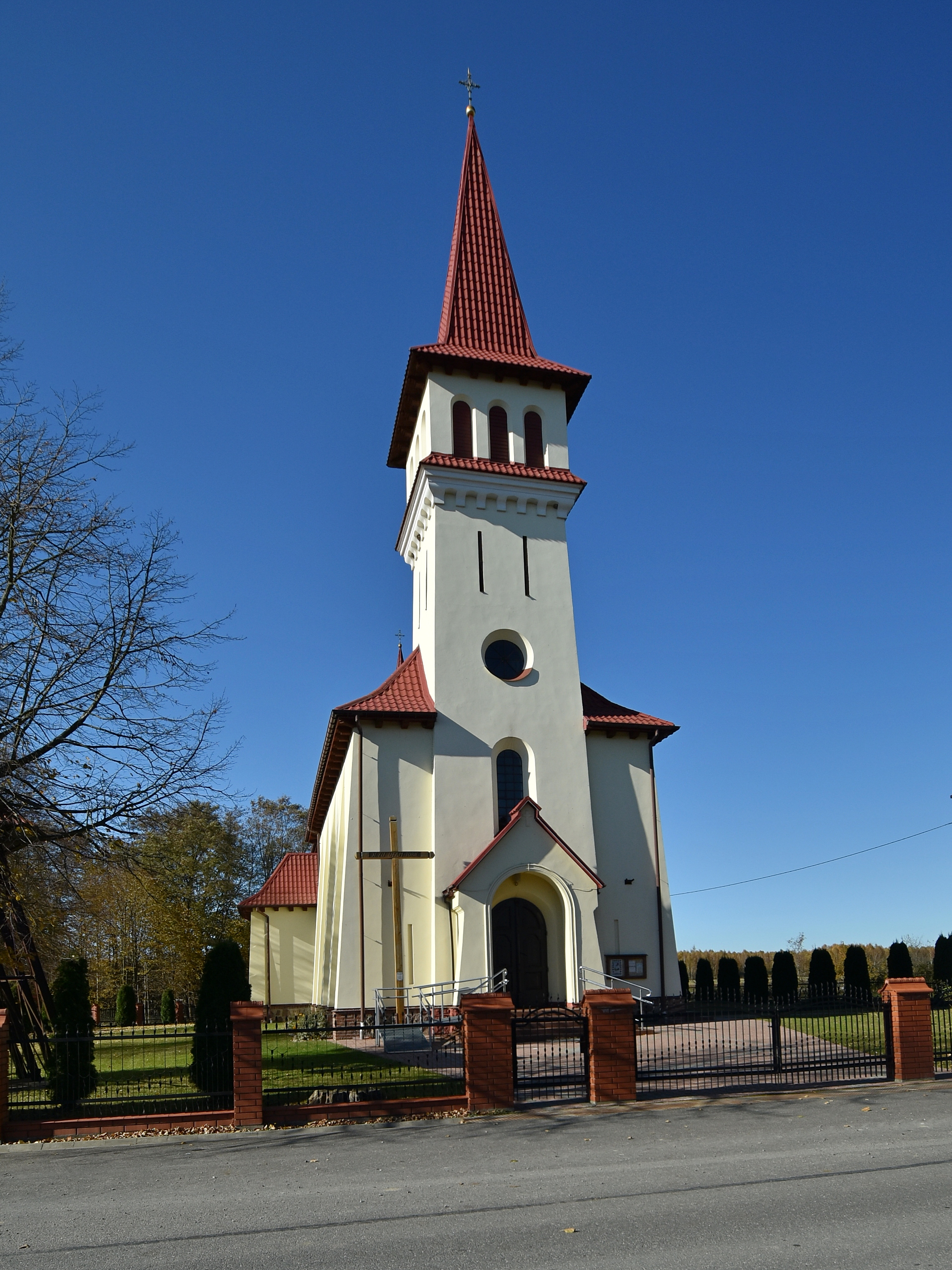
Elewacja frontowa
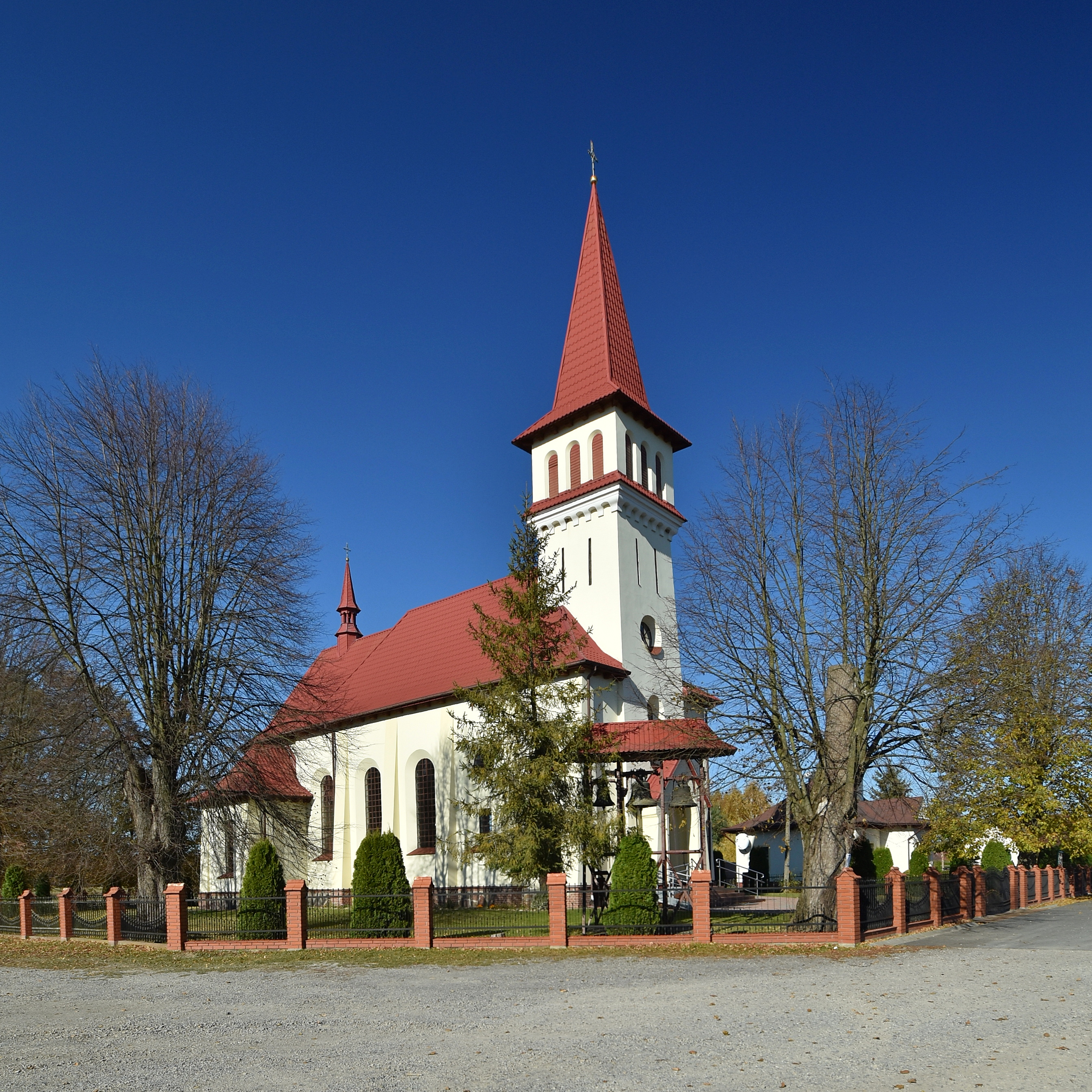
Widok ogólny